# Nova Bandeirantes
Nova Bandeirantes is een gemeente in de Braziliaanse deelstaat Mato Grosso. De gemeente telt 14.078 inwoners (schatting 2009).
De gemeente grenst aan Apiacás, Juara, Nova Monte Verde, Cotriguaçu en Juruena.